# 96M P9RC
A 96M P9RC egy félautomata pisztoly, melyet 1980-ban Kameniczky József tervezett és a FÉG gyártott. A magyar honvédségnél és rendőrségnél 1990-es években rendszeresítették és a PA–63 pisztolyt váltották volna le vele, de nem készült belőle elég példány, így mindkét pisztoly jelenleg is használatban van.
Rendeltetése: rövid távolságokon (50 m-ig) a rajtaütés, a védelem valamint a közelharc fegyvere. 
Jellemzése: Rövid csőhátrasiklásos rendszerű. Normál és revolverező lövés leadására alkalmas (SA-DA rendszer); repülő ütőszeges (szánba épített forgóbiztosítóval); léghűtéses; reteszelt csövű; külső kakasos; kétpontos, fix, nyílt irányzék; mechanikus és automata biztosítású; félautomata (1 lövés leadására alkalmas, sorozatlövés leadására nem alkalmas).
Főbb adatai:
-Revolverezési erő: 60-65 newton
-Űrméret: 9mm
-Tömeg: 1,0 kg
-Töltve: 1,17 kg
-Elsütő erő: 20-25 newton
-Élettartama: 10.000 lövés
-Lövedék kezdősebessége. 350 m/s
-Gyakorlati tűzgyorsaság: 50 lövés/perc
-Tár befogadó képesség: 14 db (9x19 mm Parabellum lőszer)
-Huzagszám: 6 db jobbos
- Tüzelési mód: normál, revolverező
- Cső hossza: 118,5 mm
- Lövedék tömege: 7,45g
- Pisztoly hossza: 203 mm
-Magassága: 134 mm
-Szélessége: 35mm